# Liste der Mitglieder der American Academy of Arts and Sciences/1947
Im Jahr 1947 wählte die American Academy of Arts and Sciences 44 Personen zu ihren Mitgliedern.

## Neu gewählte Mitglieder
- Howard Hathaway Aiken (1900–1973)
- Arthur Wilburn Allen (1887–1958)
- George Pierce Baker (1903–1995)
- David Lawrence Belding (1884–1970)
- Ruth Fulton Benedict (1887–1948)
- Paal Olav Berg (1873–1968)
- Hans Albrecht Bethe (1906–2005)
- Richard Burgin (1892–1981)
- Thomas Dudley Cabot (1897–1995)
- William Henry Claflin (1893–1981)
- Edward Uhler Condon (1902–1974)
- Paul Clifford Cross (1907–1978)
- John Dos Passos (1896–1970)
- Arnold Lucius Gesell (1880–1961)
- Hamilton Alexander Rosskeen Gibb (1895–1971)
- Sanford Burton Hooker (1888–1964)
- Mark DeWolfe Howe (1906–1967)
- Augustus Daniel Imms (1880–1949)
- Wilbur Kitchener Jordan (1902–1980)
- Joseph Klausner (1874–1958)
- Milton Edward Lord (1898–1985)
- Ralph Lowell (1890–1978)
- Charles Winters MacGregor (1908–2000)
- Panchanan Maheshwari (1904–1966)
- Edward Arthur Milne (1896–1950)
- Lewis Mumford (1895–1990)
- Norman Burdett Nash (1888–1963)
- John Lord O’Brian (1874–1973)
- William Phillips (1878–1968)
- Alf Erling Porsild (1901–1977)
- Francis Minot Rackemann (1887–1973)
- Fritz Jules Roethlisberger (1898–1974)
- Meghnad Saha (1893–1956)
- Grigori Abramowitsch Schain (1892–1956)
- James Stevens Simmons (1890–1954)
- Richard Mason Smith (1881–1981)
- Merrill Clary Sosman (1890–1959)
- Clark Conkling Stephenson (1911–1994)
- George Paget Thomson (1892–1975)
- Godfrey Hilton Thomson (1881–1955)
- William Freeman Twaddell (1906–1982)
- Shields Warren (1898–1980)
- Sumner Welles (1892–1961)
- Wen-hao Wong (1889–1963)